# Ulta Beauty

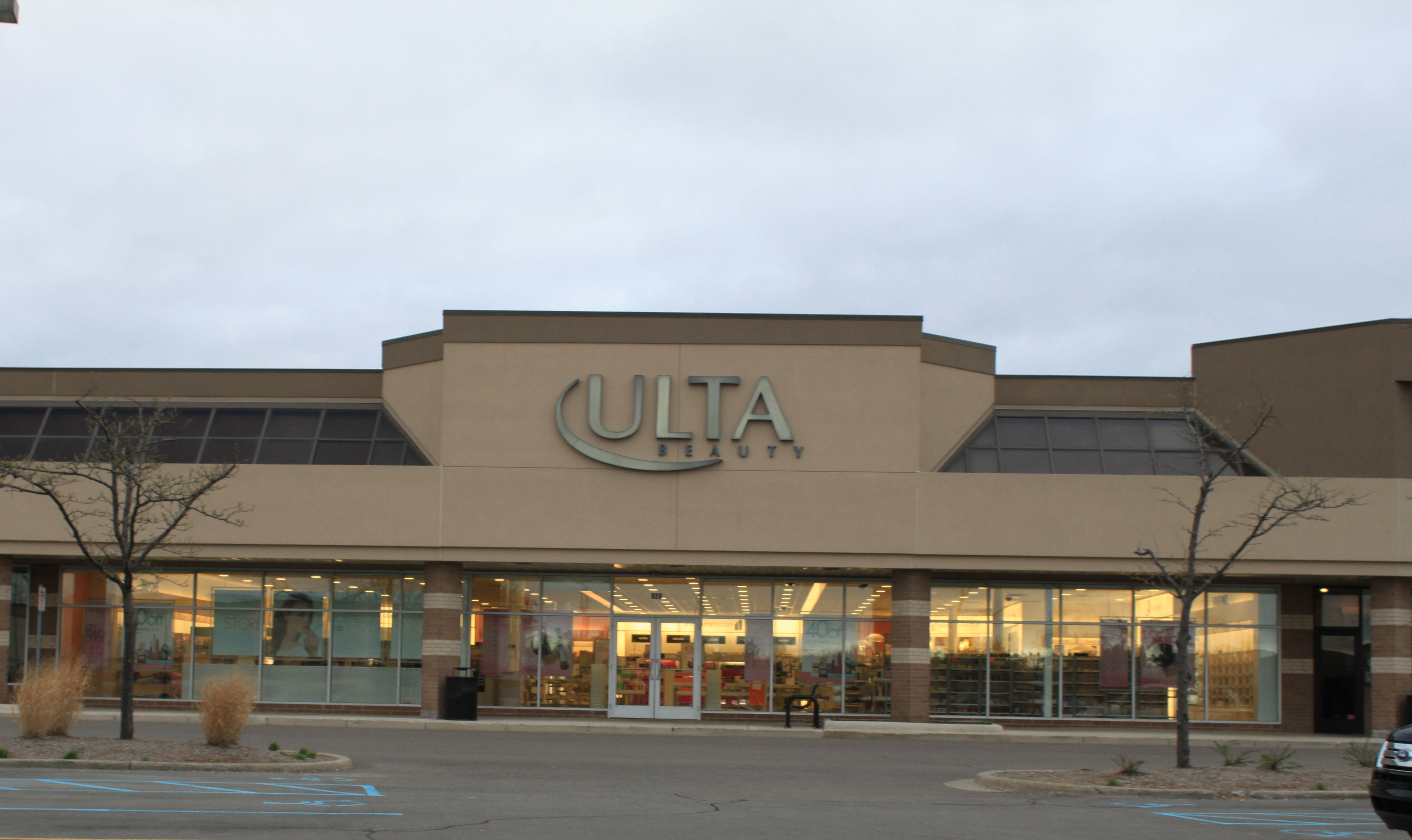
Filiale in Ann Arbor

Ulta Beauty, früher bekannt als Ulta Salon bzw. Cosmetics & Fragrance, ist eine US-amerikanische Kette von Beauty Stores mit Hauptsitz in Bolingbrook (Illinois). Ulta Beauty führt Kosmetik- und Hautpflegemarken, Herren- und Damendüfte, Nagelprodukte, Bade- und Körperpflegeprodukte, Beautyprodukte und Haarpflegeprodukte. Jede Filiale ist außerdem mit einem eigenen Salon ausgestattet. Ulta Beauty verfügt über 1.241 Filialen in allen 50 Bundesstaaten der Vereinigten Staaten (Stand: November 2019).
Das Unternehmen hatte im Geschäftsjahr 2022 einen Umsatz von 8,6 Milliarden US-Dollar.

## Geschichte
Ulta Salon, Cosmetics and Fragrance wurde von Richard E. George, dem ehemaligen Präsidenten von Osco Drug, und Terry Hanson gegründet. George verließ seine Arbeit bei Osco im Jahr 1989 um ein eigenes Unternehmen zu gründen. Sein Geschäftsplan beinhaltete ein neues Konzept für den Einzelhandel, das hochwertige wie auch günstige Produkte anbietet. Andere Führungskräfte von Osco schlossen sich George und Hanson an, sammelten Risikokapital in Höhe von 11,5 Millionen US-Dollar und starteten Ulta 1990 offiziell. Anfangs einer Drogerie ähnlich, wurde das Geschäftskonzept 1994 überarbeitet und die für Drogerien typischen Produkte und Artikel wie Zahnbürsten und Medikamente beseitigt und vorwiegend Beautyprodukte angeboten.
Seit dem 25. Oktober 2007 ist das Unternehmen börsennotiert. Im Jahr 2013 eröffnete Ulta 125 Geschäfte in den USA und erhöhte damit die Anzahl der Standorte auf 675 Geschäfte. 2017 wurde das Unternehmen von Ulta Salon, Cosmetics & Fragrance in Ulta Beauty umbenannt. Bis 2018 war die Anzahl der Standorte auf 1124 Geschäfte gestiegen. Ulta Beauty verfügt über mehr als 20.000 Produkte, darunter Make-up, Düfte sowie Nagel-, Haut- und Haarpflegeprodukte, womit es das größte Unternehmen seiner Art in den Vereinigten Staaten ist.
Am 31. Mai 2019 kündigte die Geschäftsführerin Mary Dillon an, dass Ulta Beauty Filialen im Ausland aufzubauen plant, beginnend mit Ladeneröffnungen in Kanada.

## Geschäftszahlen
| Jahr | Umsatz in Mio. US-$ | Bilanzgewinn in Mio. US-$ | Angestellte |
| ---- | ------------------- | ------------------------- | ----------- |
| 2006 | 579                 | 3                         |             |
| 2007 | 755                 | 8                         |             |
| 2008 | 912                 | 14                        | 7.800       |
| 2009 | 1.085               | 25                        | 9.800       |
| 2010 | 1.223               | 39                        | 10.300      |
| 2011 | 1.455               | 71                        | 11.700      |
| 2012 | 1.776               | 120                       | 14.000      |
| 2013 | 2.220               | 173                       | 16.100      |
| 2014 | 2.671               | 203                       | 19.600      |
| 2015 | 3.241               | 257                       | 22.400      |
| 2016 | 3.924               | 320                       | 26.500      |
| 2017 | 4.855               | 410                       | 31.800      |
| 2018 | 5.885               | 555                       | 34.700      |
| 2019 | 6.717               | 659                       | 44.000      |
| 2020 | 7.398               | 706                       | 44.000      |
| 2021 | 6.152               | 176                       | 37.000      |
| 2022 | 8.631               | 986                       | 40.500      |